# Vagabond (musikalbum)
Vagabond är ett studioalbum av det svenska dansbandet Lasse Stefanz, släppt 27 juni 2007. Det blev albumetta i Sverige. Under svenska dansbandsveckan 2008 i Malung fick tilldelades albumet utmärkelsen Guldklaven som Årets album inom dansbandsgenren.

## Låtlista
1. På egna vägar
2. Ingenting kan vara bättre
3. I varje andetag
4. Ingenting är glömt
5. Little Honda
6. Innan livet försvinner (duett med Anne Nördsti)
7. Jag kan se i dina ögon
8. It's Only Make Believe
9. Big Love
10. Tårar från himlen
11. Någon att älska
12. Vänd dig inte bort
13. Vill du bli min
14. Ta den tid du behöver

## Listplaceringar
| Lista (2007) | Position |
| ------------ | -------- |
| Norge        | 3        |
| Sverige      | 1        |

### Fotnoter
1. ↑  ”Guldklaven; Vinnare genom tiderna”. Får jag lov. http://fjl.se/tidningen/guldklaven/. Läst 13 november 2018.
2. ↑  Placering på den norska albumlistan
3. ↑  Placering på den svenska albumlistan